# Feu sans sommation
 (août 2025).
Pour plus de détails, voir Fiche technique et Distribution.
Feu sans sommation (titre original : The Quick Gun) est un film américain de Sidney Salkow sorti en 1964.

## Synopsis
Ayant tué les deux fils de Morrison et ce par légitime défense, Clint Cooper est contraint de fuir la ville. Après deux ans passés au service de Spangler, un hors-la-loi, il revient pour vivre honnêtement en héritant des biens de son père et en épousant sa fiancée Helen...

## Fiche technique
- Titre original : The Quick Gun
- Réalisation : Sidney Salkow
- Scénario : Steve Fisher et Robert E. Kent d'après The Fastest Gun de Steve Fisher
- Directeur de la photographie : Lester Shorr
- Montage : Grant Whytock
- Musique : Richard LaSalle
- Production : Grant Whytock
- Genre : Western
- Pays de production :  États-Unis
- Durée : 87 minutes (1 h 27)
- Dates de sortie :
  - États-Unis : Avril 1964
  - Allemagne de l'Ouest : 24 juillet 1964

## Distribution
- Audie Murphy (VF : Jacques Thébault) : Clint Cooper
- Merry Anders (VF : Nadine Alari) : Helen Reed
- James Best (VF : Roland Ménard) : Scotty Grant
- Ted de Corsia (VF : Jean Clarieux) : Jeff Spangler
- Walter Sande (VF : Yves Brainville) : Tom Morrison
- Rex Holman (VF : Pierre Trabaud) : Rick Morrison
- Charles Meredith (VF : Georges Riquier) : Révérend Staley
- Frank Ferguson (VF : Jean-Henri Chambois) : Dan Evans
- Mort Mills (VF : Jacques Berthier) : Cagle
- Gregg Palmer : Donovan
- Frank Gerstle (VF : Jean Violette) : George Keely
- Stephen Roberts (VF : Georges Hubert) : Dr Stevens
- Paul Bryar (VF : Roger Tréville) : Mitchell
- Raymond Hatton : Homme âgé
- William Fawcett (VF : Alfred Pasquali) : Mike